# Саад Маан
Генерал-майор Саад Маан Ибрагим Джассим аль-Мусави (араб. سعد معن إبراهيم جاسم الموسوي‎; 4 августа 1972, г. Багдад, Ирак), Директор департамента средств массовой информации, министерство внутренних дел, 2011–2018 годы, директор департамента по связям и информации.

## Образование
- Бакалавр искусств английского языка - Университетский колледж Аль Турат - Багдад 1994
- Высший диплом полицейских наук, Высший институт офицеров внутренней безопасности, Багдад, 1995
- Бакалавр, Медиа, Медиа колледж, Университет Багдада 2001
- Магистр, Медиа, Колледж СМИ, Университет Багдада, диссертация под названием «Мониторинг СМИ и демократизация в Ираке» 2007
- Кандидат наук. СМИ, Колледж СМИ, Багдадский университет, диссертация под названием «Роль
- Телевидение в распространении культуры прав человека, опрос для заключенных в иракских тюрьмах "2011[2]

## Должность
- Секретарь министра внутренних дел, министерство внутренних дел, канцелярия министра, 2003–2004 годы
- Секретарь Генерального инспектора Министерства внутренних дел 2004 - 2005
- Директор Управления информации и по связям с общественностью, Министерство внутренних дел, Генеральный инспектор Управления 2005 - 2006
- Сотрудник по внешним связям МВД, УВД 2006 г.
- Сотрудник отдела планирования и статистики Главного управления дорожного движения Министерства внутренних дел 2007
- Сотрудник по правам человека, Главное управление внутренних дел и безопасности, Южный офис 2007
- Заместитель директора Департамента по правам человека, Министерство внутренних дел 2007
- Директор департамента СМИ Главного управления внутренних дел и безопасности с 2008 года, помимо его обязанностей в Департаменте по правам человека.
- Директор департамента СМИ, Министерство внутренних дел 2011. 2018.
- Директор по связям с общественностью, Министерство внутренних дел[4][2]